# 652
سنة 652 م كانت سنة بسيطة تبدأ يوم الثلاثاء (الرابط يظهر نموذج التقويم الكامل للسنة) من التقويم اليولياني. بدأت تسمية السنة ب652 منذ العصور الوسطى المبكرة، عندما أصبح تقويم أنو دوميني هو الأسلوب السائد في أوروبا لتسمية السنوات.

## أحداث
- الملك روثاري يتوفى بعد حكمه 16 عاما على مملكة اللومبارد ويتولى بعده الحكم ابنه رودوالد